# Dominique Douay
Pour les articles homonymes, voir Douay.
 (août 2014).
Dominique Douay, né le 16 mars 1944 à Romans-sur-Isère, est un écrivain français de science-fiction.

## Biographie
Après des études de droit à Lyon puis Paris, il entre en 1970 dans l'administration du trésor public. Parallèlement, il dirige l'hebdomadaire Drôme-Demain, lié au Parti Socialiste, et commence à écrire de la science-fiction : sa première nouvelle, « Les Ides de Mars » est publiée dans Fiction en 1973, puis sa nouvelle « Thomas », elle aussi publiée par Fiction, remporte le Grand Prix de la science-fiction française en 1975. 
Durant les années 1970, il publiera une dizaine de romans et de recueils de nouvelles dans la mouvance de la science-fiction politique de gauche de cette époque, à l'instar de Jean-Pierre Andrevon et Joël Houssin : il participe par exemple aux anthologies Banlieues rouges (OPTA, 1976), Retour à la terre 2 (Denoël, 1976), et Planète socialiste (Kesselring, 1977). Pendant la même période, il publie également de nombreuses nouvelles, tant dans la presse spécialisée (Fiction, Galaxie, Univers…) que dans les quotidiens (Libération ou Le Monde) et écrit de nombreuses critiques, notamment pour Politique Hebdo et (À suivre) dont il devient un collaborateur régulier au cours des années 1978-1982.
En 1981, il entre au cabinet de Georges Fillioud, ministre de la Communication dans les gouvernements de Pierre Mauroy et de Laurent Fabius, comme Chef de cabinet. En 1984, il intègre une chambre régionale des comptes comme magistrat financier, en Rhône-Alpes, puis en Polynésie française.
En 1984, il crée avec Patrice Duvic et Jean-Pierre Andrevon la collection "Fictions" aux Éditions La Découverte. Malgré sa courte existence, cette collection permettra de faire connaître de nouveaux auteurs, tant américains (notamment le mouvement cyberpunk avec William Gibson) que français, avec Richard Canal. Il participe également à la collection "Futurs" des Éditions de l'Aurore, avec Jean-Pierre Andrevon et George Barlow. Il reçoit le Prix spécial de la science-fiction française en 1989 pour Les Voyages ordinaires d'un amateur de tableaux (Éditions Valpress), fruit de sa collaboration avec le peintre Michel Maly, l'un des fleurons de l'École lyonnaise de peinture. 
Les années 1990 marqueront une rupture provisoire avec l'écriture : il se consacre alors à l'enseignement et à la formation. Enseignement à l'université, notamment comme maître de conférence associé à l'Institut d'Études Politiques de Lyon, formation d'élus locaux et de fonctionnaires territoriaux dans les pays d'Europe de l'Est, pour le compte de l'Union européenne, puis en Afrique francophone et lusophone pour le compte de la Fondation Jean Jaurès, alors dirigée par Gérard Collomb, futur maire de Lyon. Il ne revient à l'écriture qu'en 2008 avec la nouvelle "Chambre d'hôte" publiée par la revue Fiction. Il fait son véritable retour en 2014, en commençant une série de rééditions et d'inédits chez les Moutons électriques. 
Comme pour Michel Jeury, une partie importante de son œuvre est marquée par l'influence de Philip K. Dick, à travers les thèmes de la folie, de l'altération de la réalité ou de la manipulation du temps.

## Œuvres

### Romans et recueils
- Éclipse ou le Printemps de Terre XII, OPTA, coll. Nebula, 1975
- L'Échiquier de la création, J'ai lu, no 708, 1976
- Cinq solutions pour en finir, Denoël, 1978, nouvelles
- La Vie comme une course de chars à voile, Calmann-Lévy, coll. Dimensions SF, 1978Réédité en 2014 chez Multivers (e-book) puis en 2015 chez Les Moutons électriques, coll. Hélios
- Strates, Denoël, 1978
- Temps mort - Les Vallées de son corps le gouffre de ses yeux, Jacques Brémond, 1979
- Le Principe de l'œuf, Calmann-Lévy, coll. Dimensions SF, 1980
- L'Impasse-temps[2], Denoël, 1980Réédité en 2014 chez Les Moutons électriques, coll. Hélios
- Le monde est un théâtre, Denoël, 1982, recueil de nouvelles
- Rhino, Fleuve noir, 1985
- Les Voyages ordinaires d'un amateur de tableaux, Editions Valpress (en collaboration avec le peintre Michel Maly, 1988
- Passé recomposé[3], Éditions de l'Aurore, coll. Futurs, 1988
- La Fin des temps, et après[4], Denoël, 1990
- Car les temps changent[5], Les Moutons électriques, coll. Hélios, 2014
- La Fenêtre de Diane[6], Les Moutons électriques, 2015
- Brume de cendres, Les Moutons électriques, 2016
- Frantz[7], Les Moutons électriques, coll. La Bibliothèque Dessinée, 2019 (en collaboration avec le graphiste Sébastien Hayez

### Nouvelles
- Les Ides de Mars, Fiction, mars 1973
- Voyez mes mains, voyez mon corps, Fiction, juillet 1973, repris dans Le monde est un théâtre-  1982
- Temps mort, Fiction-  octobre 1973, repris dans Temps mort - Les vallées de son corps le gouffre de ses yeux-  1979
- Thomas, Fiction, septembre 1974, repris dans Cinq solutions pour en finir, 1978 et dans de nombreuses anthologies, dont L'Hexagone halluciné
- Terre, voici tes enfants, Galaxie-  novembre 1974- repris dans Cinq solutions pour en finir - 1978
- Un cauchemar, rien qu'un cauchemar. Dors..., Horizons du fantastique-  janvier 1975
- Vaches grasses, vaches maigres, éditions OPTA- in Les soleils noirs d'Arcadie-  1975
- Mégalominable, Popilius, mai 1975
- Venceremos !, J'ai lu- Univers 01 - juin 1975- repris dans Cinq solutions pour en finir - 1978
- Fleurs abyssales lourdes, noires, Fiction-  juillet 1975
- Portes de Gloire, rivages de la nuit, Marabout- in Dédale 1-  1975- repris dans Passé recomposé-  1988
- Noire, noire la Bête, Fiction, septembre 1975
- Le récupérateur, Argon-  juin 1975- repris dans Temps mort - Les vallées de son corps le gouffre de ses yeux-  1979
- Un jour où rien ne va, Fantasmagoria - juin 1975- repris dans Temps mort - Les vallées de son corps le gouffre de ses yeux-  1979
- Froide est ta peau, Sytia. Morne mon désir…, J'ai lu- Univers 07- décembre 1976 repris dans La grande anthologie de la science-fiction - Les Mosaïques du Temps-1976 puis dans Temps mort - Les vallées de son corps le gouffre de ses yeux-  1979
- Pourquoi j'ai échangé ma résidence secondaire contre une centrale nucléaire, Le Citron Hallucinogène-  mai 1976
- Je m'appelle Simon et je vis dans un cube, OPTA- in Banlieues rouges-  1976
- Suicide d'une pop star, Denoël- in Retour à la Terre 2-  1976
- Les grands jardins du ciel, pavés de roses frémissantes, Libération du 7 août 1976- repris dans Clair Obscur de juin 1979 et dans Passé recomposé-  1988
- Affaire Faber, Autre[Lequel ?] n°1 de juin 1976- repris dans Méfi ! no 1 d'octobre 1979 et dans Passé recomposé-  1988
- Le car pivoine sur la Place Rouge, Fluide glacial-  octobre 1976
- Tout est possible, chantait le papilhomme, Kesselring- in Planète socialiste-  1977 (en collaboration avec Bernard Blanc
- La fin de l'hiver, S-F Magazine-  avril 1977- repris dans Temps mort - Les vallées de son corps le gouffre de ses yeux-  1979 puis dans Le monde est un théâtre-  1982
- Le doigt de Dieu dans la culotte de ma sœur, Demain- septembre 1977- repris dans Pourquoi j'ai tué Jules Verne-  1978
- Bribes d'état d'âme autour d'un épisode guerrier en miettes, Le Citron Hallucinogène-  septembre 1977
- Aline liane- in Cinq solutions pour en finir-  1978
- Les aventures hilarantes d'Edgar Pignon, Kesselring- in Quatre milliards de soldats-  1978 (en collaboration avec Bernard Blanc
- L'Oberlieutnant, Geronimo et les trompettes de l'Apocalypse, Denoël- in Pardonnez-nous nos enfances-  1978
- L'homme au pied du mur, Fiction-  mai 1978- repris dans L'année 78-79 de la SF et du fantastique et dans Passé recomposé-  1988
- Le théâtre domestique, Fiction-  juillet 1979- repris dans Le monde est un théâtre-  1982
- Le jouet des évènements, Libération juillet 1979- repris dans Le monde est un théâtre-  1982
- Vivement l'année prochaine qu'on se marre un peu, Fluide glacial-  janvier 1979
- Kimapel, Denoël- in Compagnons en terre étrangère 2-  1980
- Le MADSE, Libération 18 mars 1980- repris dans Passé recomposé-  1988
- La transformation, Théâtre du Fust juin 1980- repris dans Le monde est un théâtre-  1982
- Le cours du temps, Le Monde 3 et 4 août 1980- repris dans Le monde est un théâtre-  1982
- Le cache-cache du je, Mouvance n°3 - septembre 1980- repris dans Passé recomposé-  1988
- John Lennon in Farmerland, (À suivre)-  Spécial 1 - janvier 1981
- Le rêve amoureux, Le Monde 15 et 16 février 1981- repris dans Passé recomposé-  1988
- Les vacances totales, Bientôt-  juin 1981
- Cochise d'Aménord 10- Le monde est un théâtre-  1982
- Dori et la suite- Le monde est un théâtre-  1982
- Chronique du dépotoir- Le monde est un théâtre-  1982
- Chut Babel, Babel chute, Mouvance- 1984
- Passé recomposé, Fiction- octobre 1984- repris dans Passé recomposé-  1988
- Les mêmes et on recommence, Fiction- novembre 1984- repris dans Passé recomposé-  1988
- Echos- Passé recomposé-  1988
- Chambre d'hôtes, Fiction- mars 2008
- Le prisonnier en son royaume, Galaxies- 2010
- Celui qui attend, Éditions du Riez- in Destination Mars-  2013
- La course du marque-page à travers les lignes du Livre, Galaxies - mai 2014
- Pas de deux sur la planète des ombres, ActuSF- in Utopiales 2014
- Avec Herman Melville dans la vallée des Taïpi, Bibliogs - in Bestiaire humain - 2015
- La fête à Neuneu, Flatland - in SOS Terre et Mer, anthologie humanitaire de l'imaginaire - 2018
- Le ciel au-dessus, Galaxies - décembre 2019